# Ильинско-Тихоновская церковь
Це́рковь Илии Пророка в Рубленом городе (Ильинско-Тихоновская церковь) — недействующий православный храм в историческом центре Ярославля, основанный князем Ярославом Мудрым одновременно с основанием города. Современное здание храма в стиле классицизма построено в 1825—1831 годах.

## История
В «Сказании о построении града Ярославля» повествуется, что князь Ярослав Владимирович «прииде на брег Волги, и тамо на острову, его же учреди реки Волга и Которосль и проточие водное, постави на месте уготованном икону Богоматери и повеле епископу сотворити пред нею молебное пение и святити воду и сею кропити землю; сам же Благоверный Князь водрузи на земле сей древян крест и ту положи основу святому храму пророка Божия Илии. A храм сей посвяти во имя сего святаго угодника, яко хищнаго и лютаго зверя победи в день его. По сем христолюбивый Князь повеле народу рубити древеса и чистити место, идеже умысли и град создати. И тако делатели нача строити церковь св. пророка Илии и град созидати».
На протяжении многовековой истории деревянная Ильинская церковь в Ярославском кремле (Рубленом городе) не раз сгорала в пожарах или разрушалась от ветхости, но вновь восстанавливалась на том же месте. Известно, например, что в 1669 году церковь сгорела от попавшей в неё молнии. В XVII веке храм уже был двухпрестольным: сохранился серебряный напрестольный крест с изображением Ильи Пророка и Тихона Чудотворца — вклад прихожан 1681 года. В надписи на нем значилось: «в кремли городе в церковь святого славного пророка Илии и святого Тихона Чудотворца епископа Амафусийского». Для отличия от находившейся поблизости, в Земляном городе, другой Ильинской церкви, Ильинский храм в кремле стали называть Ильинско-Тихоновским.
В 1694 году на средства прихожан возведено каменное здание Ильинско-Тихоновской церкви с 20-метровой колокольней над входом. В трапезной обустроен тёплый придел в честь Тихона Амафундского. По сообщению архиепископа Самуила в 1781 году приход храма, именовавшийся Тихоновским, состоял из 100 человек, проживавших в 23 дворах.
В начале XIX века вследствие перепланировки Ярославля население Рубленого города стало быстро сокращаться и в приходе Ильинско-Тихоновской церкви осталось только 8 дворов. Малочисленная община не могла поддерживать храм в хорошем состоянии и к 1824 году он стал разрушаться «не столько от времени, сколько от непрочности кладки». Вероятно храм был бы упразднён, как соседние Толгский и Фроловский, но один из прихожан, статский советник Михаил Алексеевич Ленивцев, приложил огромные усилия к сохранению церкви на этом святом месте. Он организовал сбор средств, составил черновой проект, доработанный губернским архитектором Пётром Паньковым, и возглавил строительством храма. Огромный вклад внёс московский купец Алексей Ульянович Атрыганьев, пожертвовавший на храм почти 20 000 рублей.

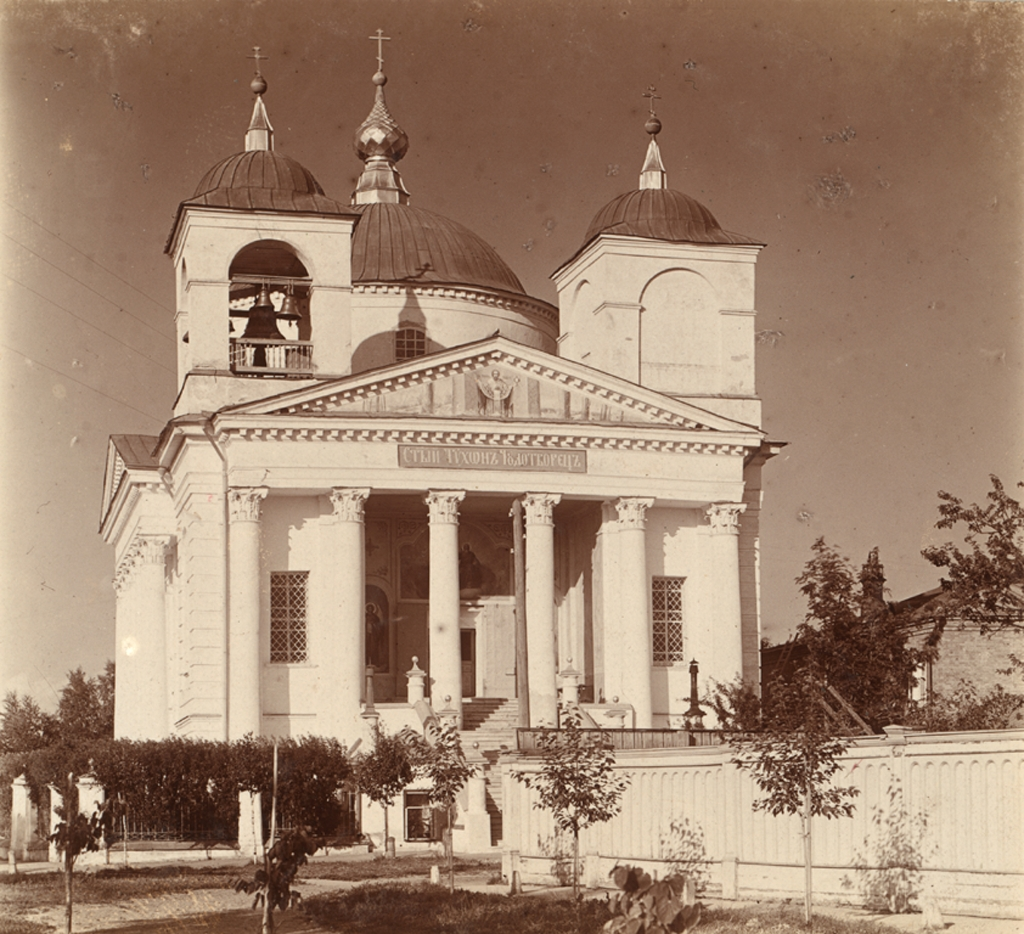
Храм в 1910 году. Фотография С. М. Прокудина-Горского

Новое двухэтажное здание храма было выполнено, как и большинство ярославских построек того времени, в стиле классицизма. В верхнем этаже — летняя церковь в честь Илии Пророка, в нижнем этаже — тёплая в честь Ярославской иконы Божьей Матери с двумя приделами: левым в честь святого Тихона Амафунтского и правым в честь Архистратига Михаила. Над западным фасадом храма возвышались две небольшие башни, «из которых одна служит колокольнею, а другая ризницею».
В 1918 году церковь сильно пострадала при артиллерийском обстреле Ярославля коммунистами. После захвата ими власти храм был закрыт. В 1924 году у них возникла идея разместить в храме музей вождя революции, в связи с чем разобрали две боковые башни и главу, но затем передумали. В 1930 году в храме разместили Биржу труда, а в 1931 году церковь сняли с учёта памятников архитектуры как «не представляющую исторической ценности». Интерьер храма перестроили. С 1940-х здесь располагалось общежитие Ярославского мединститута. В 1950-е в здании случился сильный пожар, уничтоживший внутренние помещения и крышу. После восстановления здания в нём расположили реставрационные мастерские.
В 1998 году Ильинско-Тихоновскую церковь передали Ярославскому художественному музею. В 2010 году на куполе храма восстановили главу с крестом.

## Современное состояние
Храм закрыт для посещения. В здании размещены запасники Ярославского художественного музея.
В полуразрушенном состоянии сохранился дом причта Ильинско-Тихоновской церкви (Волжская набережная, 3), построенный в 1902 году по проекту городского архитектора Александра Никифорова.

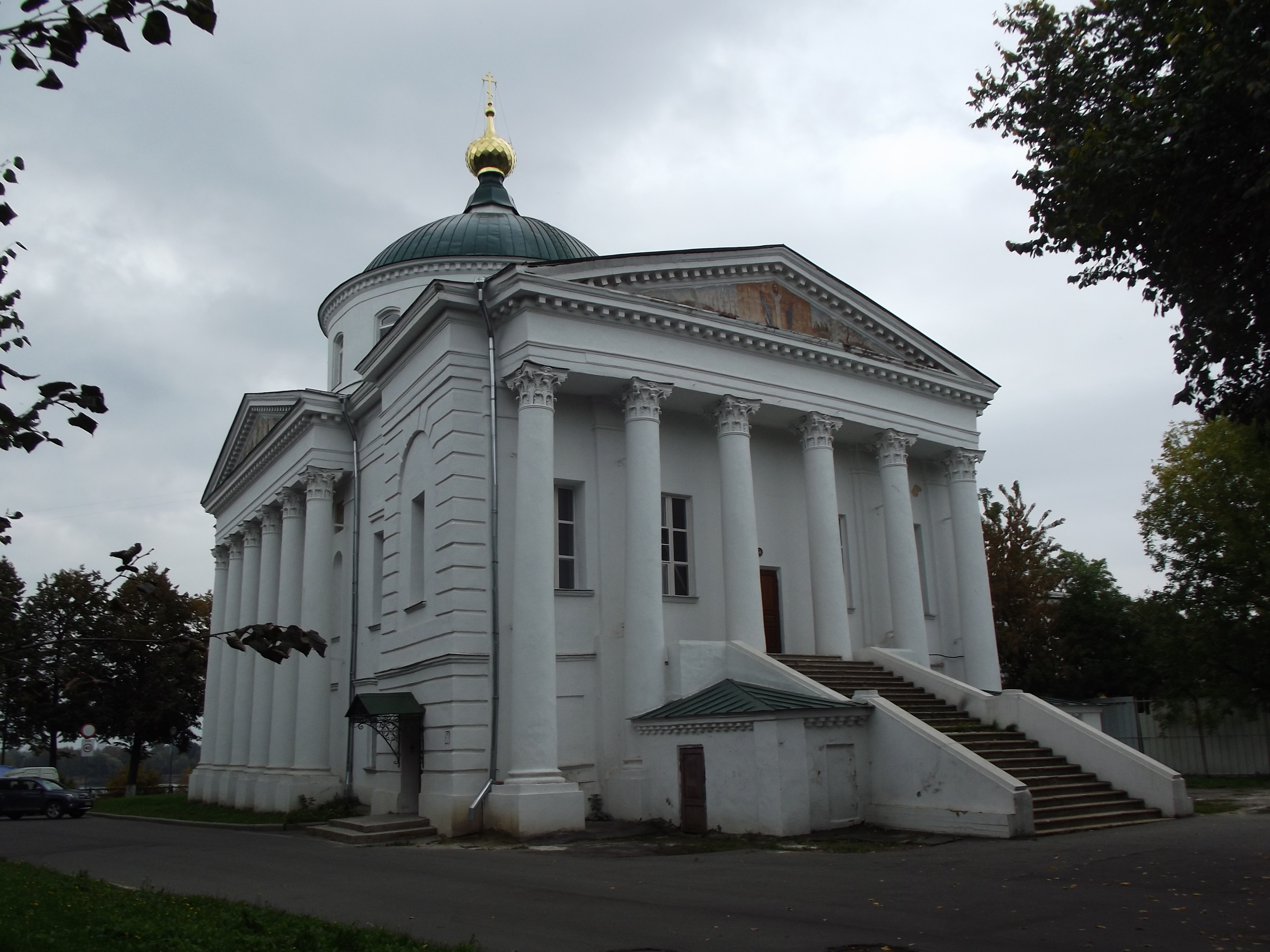
Вид с запада
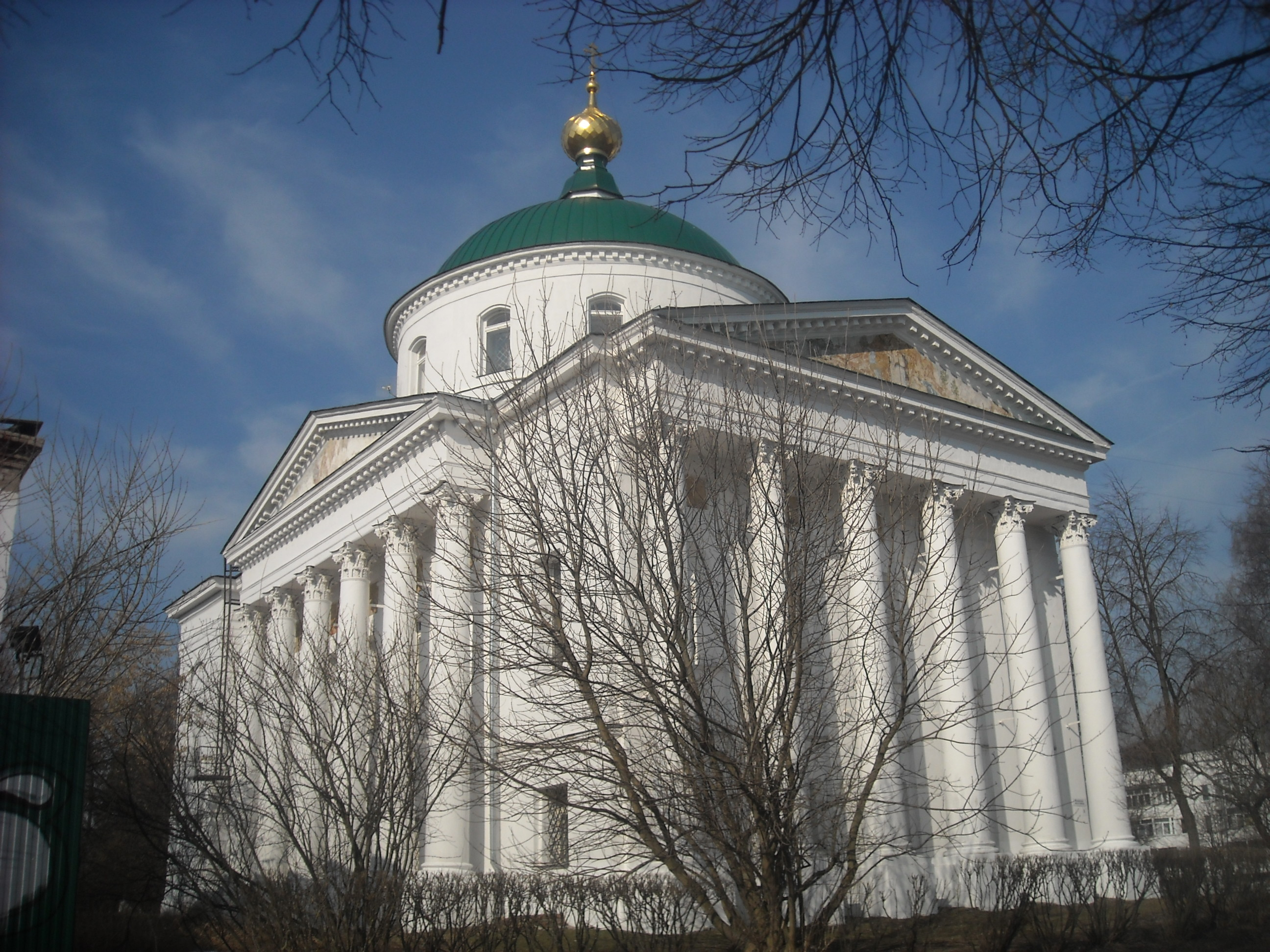
Вид с востока
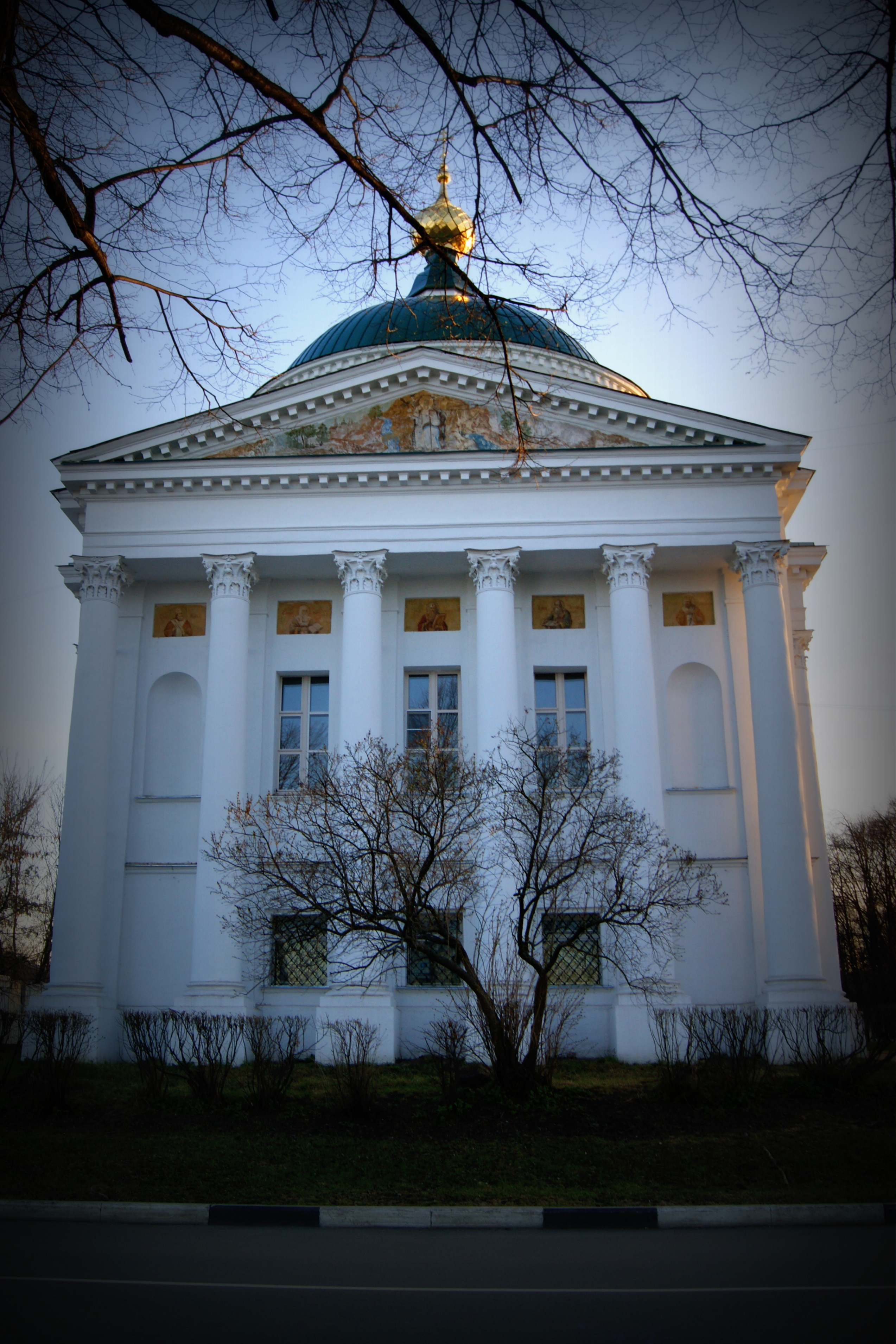
Вид с северо-востока
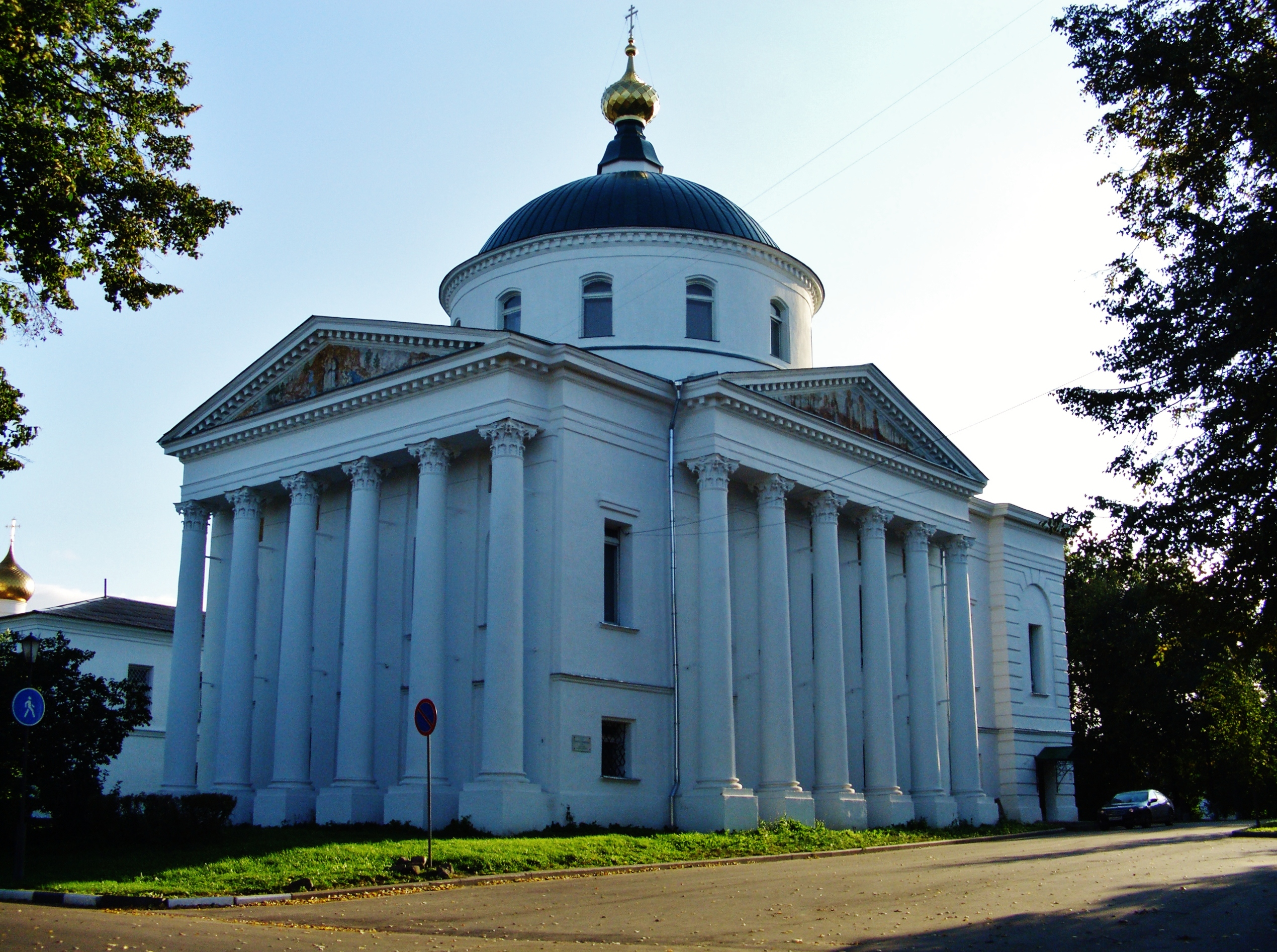
Вид с севера